# 电政总局
电政总局，为清朝末年邮传部下属机构，其前身是津沪电报总局（后为中国电报总局）。

## 历史

### 中国电报总局
清朝同治十三年，两江总督沈葆桢奏言设电线之利，奉旨饬办，时未果行。:61光绪六年八月十二日（1880年9月16日），北洋大臣李鸿章奏请设津沪电报线，八月十四日获光绪帝批准。光绪六年九月在天津设立津沪电报总局，下设紫竹林、大沽口、临清、济宁、清江浦、镇江、苏州、上海电报分局，郑藻如、盛宣怀、刘含芳任电报总局总办，总办归直隶总督署管辖，任务是筹建津沪电报线。光绪七年十一月二十三日（1882年1月12日），津沪电报线竣工，全长3075里的。光绪七年十一月二十七日，津沪电报线沿线各个电报分局正式营业。因建津沪电报线的费用是由李鸿章在军饷内垫支，为归还所垫支的军饷和继续建设电报线，电报总局在光绪八年三月初一日（1882年4月18日）招股商办，共招商股10万银元（每股100元，共招集1000股），资金一半归还所垫支的军饷、另一半用于建设电报线。津沪电报总局招股商办后，清廷派员监督。光绪八年三月，正式从官办改为官督商办，从此习称“商电局”。:45:61
1881年3月，津沪电报总局上海电报分局（上海电报局前身）成立，尽先选用道郑观应任总办，谢家福任会办。后谢家福因病辞退，同年七月改委四品顶戴候选主事经元善任会办。:47
光绪十年（1884年）春，为建设苏浙闽粤电报线、长江电报线和同大北电报公司的联系，津沪电报总局自天津迁到上海。光绪十年底，津沪电报总局更名为中国电报总局，设总办电报事务一人、会办一人，盛宣怀任总办，局址在上海法租界郑家木桥（今福建中路、延安东路的南侧）。:61下辖各电报局分为四等：分局、子局、子店、报房。光绪二十一年（1895年），改总办为督办，仍受北洋大臣节制。:61
光绪十年起，中国电报总局陆续架设苏浙闽粤线、长江线、川汉线、赣粤线、京恰线等干线，并延长了各个干线、支线，还在内地及沿海的工商业城市中陆续建起电报局。中国电报总局同外商及外国政府签订了中国同外国海线或陆线接线的各合同。
中国电报总局经营有方，所招的商股每股100元面值的股票最高时涨至160元。光绪十三年，每股派红利20多元。光绪二十年，每股派红利高于35元。
光绪二十八年（1902年）十一月十三日上谕，电报收归官办，著袁世凯、张之洞将所有电线核实估计，奏请筹款还商股。:61光绪二十八年十二月，李鸿章逝世后，清廷任命袁世凯为督办电政大臣，在上海设电政大臣行辕，派吴重熹任驻沪会办电政大臣，掌控中国电报总局。因中国电报总局连年盈利，为同盛宣怀争权夺利，袁世凯以“电务为军国要政，应归官办”奏请清廷将商股收归国有，但遭各股东反对。清廷乃决定先将电报改成官办，商股回收价格另议。光绪二十九年（1903年）三月初一日，官督商办电报总局改成官办，但名称及职权未变。光绪二十九年三月初一日，盛宣怀移交。:61督办电政大臣扎派杨士琦充参赞，朱宝奎、杨廷杲充上海总办兼总董，周万鹏、柏斌、于焌年充提调。:61光绪二十九年十一月，袁世凯奏请开去各项兼差。:62十一月十一日上谕，仍著袁世凯兼督办电政大臣。光绪三十二年（1906年）三月十三日，袁世凯奏会办电政大臣吴重熹补授仓场侍郎移驻京师，恳请将驻沪电政参赞、商部左参议杨士琦派为驻沪帮办电政大臣。奉硃批著照所请，并由帮办大臣派周晋镛、周万鹏为总办兼总董。:63

### 从上海电政局到电政总局
光绪三十二年（1906年）九月，清廷设邮传部，将上海电政大臣行辕改成电政公所，设在上海老垃圾桥（今浙江路桥）北堍。光绪三十三年（1907年）三月，中国电报总局因为房屋翻建而迁至电政公所内办公。同月，邮传部奏派杨文骏督办电政并接收中国电报总局及农部电政案卷，将电政公所和中国电报总局合并改组为电政局，设在上海。邮传部设在上海的电政局管辖全中国原归商办的电报局257处。:152:64光绪三十三年六月，邮传部尚书陈璧奏设五司，其中之一为电政司，掌管全国电政（即电报工作）。:69光绪三十三年十一月初八日，邮传部奏派汪嘉棠充上海电政局会办。十一月二十三日，邮传部扎督办电政局颁发暂行章程二十六条饬令遵照办理。:64十二月初九日，邮传部片奏派汪嘉棠督办电政事宜，又派周万鹏为襄办。:65
光绪三十四年（1908年），邮传部上海电政局将原中国电报总局发行的全部商股折价收回，将全中国原归商办的电报局全部收归国有，改成官款官办。光绪三十四年四月，邮传部派郎中龙建章充电政司司长。宣统元年（1909年）二月，邮传部片奏裁上海电政局督办、检查员、襄办三缺，酌留周万鹏试署总办。嗣后各省官电归邮传部。宣统三年（1911年）四月二十四日，邮传部奏请将上海电政局移至北京改为电政总局，由邮传部就近督饬办理，设局长一员，派周万鹏充任；上海电政局改称上海电报分局，派唐元湛充总办；原有附设之洋报核算处、电报物料处、电报学堂仍留上海派员办理，归电政总局管辖。但是，上海电政局未及迁往北京，辛亥革命即爆发。:69
宣统三年（1911年）九月初五，上海电政局更名为邮传部电政总局，迁至上海松江路1号（今四川中路、延安东路的东侧）。

### 中華民國成立後
民国元年（1912年），南京临时政府交通部迁往北京，成为北京临时政府交通部，接收清朝邮传部。民国元年五月，交通部令将从前电政局所办各事暂行归并电政司，司长兼领前电政局局长之职权，从而裁撤了上海的电政局，中国各地的电报局改归交通部电政司直接管辖。自此，交通部电政司司长均兼任电政总局局长，直至1928年裁撤。:70

## 历任首长
津沪电报总局
- 郑藻如（1880年—1881年奉命出使，总办）[1]:45
- 盛宣怀（1880年—1884年，总办）[1]:45
- 刘含芳（1880年—1882年辞职，总办）[1]:45

中国电报总局
- 盛宣怀（1884年—1895年，总办）
- 盛宣怀（1895年—1903年，督办）
- 吴重熹（1903年—1906年，驻沪会办电政大臣）[3]:63
- 杨士琦（1906年—1906年，驻沪帮办电政大臣）[3]:63
- 杨士琦（1906年—1907年，农工商部左丞暂行经理）[3]:63

电政局
- 汪嘉棠（1907年—1907年，会办）[3]:64
- 汪嘉棠（1907年—1909年，督办电政事宜）[3]:64
- 周万鹏（1909年—1911年，试署总办）

电政总局
- 周万鹏（1911年—1912年，局长）

## 附：1912年至1928年间的交通部电政司司长
民国元年（1912年）南京临时政府成立时，交通部分设四司，电政司司长为王蕴登。同年四月，政府北迁为北京临时政府，接收清朝邮传部改组交通部，邮传部电政司暂隶于电邮航政股，旋即设立电政司，派荣永青任司长。:70
民国元年（1912年）五月，北京临时政府交通部令将从前电政局所办各事暂行归并电政司，司长兼领前电政局局长之职权后，交通部电政司司长均兼任电政总局局长。同年七月，交通部公布各厅司分科暂行章程，仍设电政司。:70民国二年（1913年）十二月，大总统令公布修正各部官制，交通部内改设两局：路政局、邮传局，电报电话等事项归邮传局掌理，龙建章任邮传局局长。:71民国三年（1914年）七月，大总统令修正交通部官制，改设六司，电报电话等事项归其中的邮传司掌理，司长为周万鹏。民国五年（1916年）八月，交通部令，将以邮传司司长兼充电政督办的职权作了规定。同月，交通总长许世英呈请废止现行官制，恢复民国元年旧制，仍设电政司。:74历任南京临时政府、北京政府交通部电政司司长为：
- 王蕴登（1912年—1912年4月，交通部电政司司长）
- 荣永青（1912年5月11日—1912年12月30日，交通部电政司司长）[3]:70[6]
- 龙建章（1912年12月—1913年12月，交通部电政司司长）[3]:71
- 龙建章（1913年12月—1914年7月，交通部邮传局局长）[3]:71
- 周万鹏（1914年7月20日—1916年9月13日，交通部邮传司司长）[3]:74[6]
- 蒋尊袆（1916年10月14日—1917年7月22日，交通部电政司司长）[3]:76[6]
- 周家义（1917年7月22日—1918年4月26日，署理交通部电政司司长）[3]:76[6]
- 周家义（1918年4月26日—1919年6月24日，交通部电政司司长）[6]
- 蒋尊袆（1919年1月30日—1919年6月24日，署理交通部电政司司长）[3]:76[6]
- 蒋尊袆（1919年6月24日—1922年5月13日，交通部电政司司长）[3]:76[6][7]
- 祝书元（1922年5月13日—6月，兼署交通部电政司司长）[3]:77
- 徐中哲（1922年6月7日—7月20日，署理交通部电政司司长）[3]:77[6]
- 吴佩潢（1922年7月20日—1923年1月，交通部电政司司长）[3]:77[6]
- 祝书元（1923年1月30日—1924年11月5日，交通部电政司司长）[3]:77[6]
- 周亮才（1924年11月5日—11月29日，兼署交通部电政司司长）[3]:78[6]
- 蒋尊袆（1924年11月29日—1928年3月6日，交通部电政司司长）[3]:78[6]
- 张宣（1928年3月6日—1928年6月3日，交通部电政司司长）[6]

## 附：1927年至1928年间的电政总局
民国16年（1927年）6月，武汉国民政府交通部在上海麦根路（今淮安路）27号设电政总局，指挥中国国民党统治区的电政。民国17年（1928年）8月，全国交通会议上提出，交通部电政司与电政总局机构重复，而且电政总局的组织和权限都超过了交通部电政司，建议将上海的电政总局裁撤，其职能归入交通部电政司。该建议被交通部接受，上海的电政总局被裁撤。